# Miya Masaoka

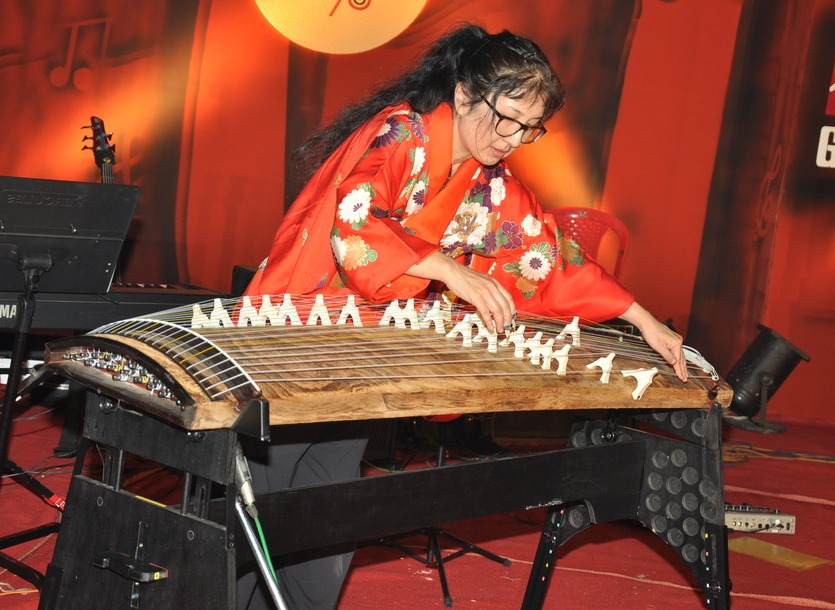
Miya Masaoka bei einem Auftritt in Kollam

Miya Masaoka (* 1958 in Washington, D.C.) ist eine US-amerikanische Komponistin, Klangkünstlerin und Musikerin.

## Leben und Wirken
Masaoka erhielt eine Ausbildung in japanischer Musik bei Suenobu Togi und studierte dann an der San Francisco State University (bis 1990) und am Mills College (bis 1991) bei Alvin Curran. Anfang der 1990er Jahre arbeitete sie mit Pharoah Sanders, Wadada Leo Smith und Henry Kaiser zusammen.
Sie wurde vor allem mit multimedialen Bühnenprojekten bekannt. 1996 entstand das Bee Project #1, bei dem Bienensummen und Livemusik gemischt wurden. Große mediale Aufmerksamkeit fand What Is the Difference Between Stripping & Playing the Violin?, eine Vorführung für Band, zwei exotische Tänzer und Tonband, die 1997 an einer Straßenecke in San Francisco aufgeführt (und aufgezeichnet) wurde.
Seit 1996 veröffentlichte sie eigene Alben, daneben arbeitete sie mit Musikern wie Steve Coleman, George Lewis, Biggi Vinkeloe und Ben Goldberg; seit 1997 spielt sie mit Fred Frith und Larry Ochs im Trio Maybe Monday. Sie ist Gründerin und Leiterin der San Francisco Gagaku Society.
Masaoka komponierte ein Ballett, ein Stück zum zehnjährigen Jubiläum des Buena Center for the Arts für Chor, Kinderchor und Solisten, Stücke für Kammerorchester, Gagaku-Instrumente, das Rova Saxophone Quartet und andere Ensembles.  Sie widmet sich der körperlichen Wahrnehmung von Vibration, Bewegung und Zeit und stellt komplexe Klangfarben-Beziehungen in den Vordergrund.
Ihr Werk umfasst interdisziplinäre Klangkunst, räumliche Klanginstallationen, hybride elektro-akustische Darbietungen, Neue Noh-Opern, Kompositionen für Chöre und Orchester, die Kartierung der Bewegung von Insekten sowie dreidimensionale Partituren.
Ihre Arbeiten wurden auf der Biennale in Venedig, im MoMA PS1 sowie in der Park Avenue Armory in New York City präsentiert. Sie wurde mit dem John Simon Guggenheim Memorial Fellowship (2021), dem Doris Duke Award (2013) und dem Herb Alpert Award (2004) sowie einem Fulbright Fellowship für spezialisierte Forschung in den Bereichen Noh, Gagaku und Ichi Gen Kin (Koto mit einer Saite) ausgezeichnet. Sie hat 14 Jahre lang am Bard College gelehrt, sie ist Associate Professor am Master of Fine Arts (MFA) Visual Arts Department an der Columbia University und Direktorin des MFA Sound Art Program.

## Kompositionen
- Unearthed/Unbound für Koto solo, 1993
- Bee Project #1 für Koto, Violine, Schlagzeug und lebende Bienen, 1996
- What is the Difference Between Stripping and Playing the Violin?, 1997
- 24,000 Years Is Forever für Orchester und Tonband, 1997
- Dark Passages multimediales Stück mit der Schriftstellerin Thulani Davis, 1998
- Ritual, inter-species collaboration with giant Madagascar hissing cockroaches., 1997–99
- Music For Mouths, 1999
- Bee Project #5 für Koto, Computer und lebende Bienen, 2000
- It Creeps Along für Koto, Laser und Powerbook, 2000
- What is the Sound of Naked Men?, 2001
- Thinking Sounds, 2001
- Koto für Koto solo und Tonband, 2001
- Pieces with Plants, interaktives Stück für Philodendron und Performer, 2002
- Koto Transliterations, Volume 1., 2002
- While I Was Walking, I Heard A Sound…, 2003

## Diskographische Hinweise
- Crepuscular Music mit Tom Nunn, Gino Robair, 1995
- Compositions/Improvisations, 1996
- Trio: Masaoka, Robair, Dunn, 1996
- Monk's Japanese Folk Song mit Andrew Cyrille, Reggie Workman, 1997
- What Is the Difference Between Stripping & Playing the Violin? mit Anthony Brown, India Cooke, Trevor Dunn, Liberty Ellman, Glenn Horiuchi, Vijay Iyer, Mark Izu, Elliot Humberto Kavee, George Lewis, Hafez Modirzadeh, Jim Norton, Toyoji Tomita, Francis Wong, Kei Yamashita, Lee Yen, 1997
- William Parker: Universal Tonality, 2002, ed. 2022
- Biggi Vinkeloe, George Cremaschi, Miya Masaoka, Gino Robair: Klang. Farbe. Melodie., 2004
- For Birds, Planes and Cello (Solitary B, 2005)
- While I Was Walking, I Heard a Sound... (Solitary B, 2005)
- Pauline Oliveros / Miya Masaoka Accordion Koto (Deep Listening, 2007)
- Miya Masaoka, Audrey Chen, Hans Grüsel, Kenta Nagai: Masaoka · Chen · Grüsel · Nagai (Resipiscent, 2010)
- Triangle Of Resistance (Innova Recordings, 2016)
- Anthony Braxton, Miya Masaoka Duo (DCWM) 2013 (Rogueart, 2016)
- Myra Melford, Zeena Parkins, Miya Masaoka M Z M (Infrequent Seams, 2017)
- Robert Dick, Joëlle Léandre, Miya Masaoka: Solar Wind (Not Two Records, 2019)
- Brew: Heat (1998-99) (Clean Feed, 2023), mit Gerry Hemingway, Reggie Workman